# Мэдди, Пенелопа
Пенелопа Мэдди (родилась 4 июля 1950 года) — американский философ. Заслуженный профессор логики, философии науки и математики Калифорнийского университета в Ирвайне. 

## Образование
В 1979 году Мэдди завершила обучение в Принстонском университете и получила докторскую степень. Её диссертацию «Теоретический реализм множества» сопровождал и курировал Джон П. Берджесс.

## Философия
Ранние работы Мэдди поддерживали позицию Курта Гёделя, которая заключалась в том, что математика — это истинное описание независимой от разума области, к которой мы можем получить доступ через нашу интуицию. В своих трудах она предположила, что некоторые математические объекты на самом деле являются конкретными, в отличие от Гёделя, который предполагал, что все математические объекты абстрактны. Пенелопа доказывала, что множества могут быть причинно эффективными и фактически обладают всеми каузальными и пространственно-временными свойствами элементов. Таким образом, когда человек видит на столе три чашки, он также видит набор чашек. Мэдди использовала современные работы в области когнитивной науки и психологии, чтобы доказать это предположение. По её мнению, в определенном возрасте человек начинает видеть объекты, а не просто чувственные восприятия, также в определенном возрасте, человек начинает видеть множества, а не просто объекты.
В 1990-х годах Мэдди поддержала теорию, описанную в «Натурализме в математике». Её позиция наравне с позицией Куайна, предполагает, что наука до сих пор является нашим самым успешным проектом познания мира, и философы должны применять научные методы в своей дисциплине, особенно при обсуждении науки. В интервью Мэдди заявила: 
```
«Если вы философ „натуралист“, вы думаете, что наука не должна подчиняться вненаучным стандартам, что она не требует вненаучной ратификации»
[
5
]
. 
```

Однако вместо единой картины наук, подобно Куайну, по мнению Пенелопы Мэдди, определена позиция, согласно которой математика отделена. Таким образом, математика не поддерживается и не подрывается потребностями и целями науки, но этой науке позволяют подчиняться своим собственным критериям. Это означает, что традиционные метафизические и эпистемологические проблемы философии математики неуместны. Как и Витгенштейн, Мэдди предполагает, что многие из этих загадок возникают просто из-за применения языка за пределами его области значения.
Мэдди работает над объяснением методов, которые использует теория множеств для согласования аксиом, особенно тех, которые выходят за рамки системы Цермело — Френкеля.

## Награды
С 1998 года Мэдди является членом Американской академии искусств и наук. В 2006 году Немецкое математическое общество присвоило ей звание лектора Гауссовской лекции.